# Torneo Argentino A 2009-10
El Torneo Argentino A 2009-10 fue decimoquinta edición de este torneo, correspondiente a la tercera división del fútbol argentino. Se desarrolló entre el 18 de agosto de 2009, con el inicio del Apertura, y el 20 de mayo de 2010, con la vuelta de la final por el ascenso. En ella participaron veinticinco equipos provenientes de catorce provincias.
Se consagró campeón Patronato de la Juventud Católica de Paraná, y con ello obtuvo el ascenso a la Primera B Nacional 2010-11, mientras que Santamarina, al perder la final, jugó la Promoción para ascender a la Primera B Nacional, lo que no pudo lograr por perder contra la CAI.
La Promoción por el descenso la jugaron Alumni y Villa Mitre contra los equipos clasificados del Argentino B.
Alumni y Villa Mitre mantuvieron la categoría ante Unión (VK) y La Emilia respectivamente.
Descendieron Ben Hur y Juventud de Pergamino.

## Formato
El certamen se dividió en los torneos Apertura y Clausura.
Los equipos fueron divididos en dos zonas de ocho participantes y una de nueve. En cada zona se enfrentaron bajo el sistema de todos contra todos, sumando una fecha interzonal entre las zonas de ocho equipos. En cada torneo se disputó a 2 ruedas.
Clasificaron los 10 mejores en el Apertura, dividiéndose en dos zonas de 5 a jugar una sola ronda; los primeros de ambos grupos clasifican a la fase final. Del mismo modo se definieron a los 2 ganadores del torneo Clausura.
En la Fase Final se enfrentaron los ganadores de ambos torneos a eliminación directa, consagrando a un campeón que ascendió a la Primera B Nacional, y al subcampeón para jugar la Promoción por otro ascenso a la Primera B Nacional.

## Ascensos y descensos
- Equipos salientes

| Posición | Descendidos del Argentino A 2008/09 |
| -------- | ----------------------------------- |
| Prom.    | Gimnasia y Esgrima (M)              |
| Prom.    | Alvarado                            |
| 9º       | Talleres (P)                        |
| 8º       | Real Arroyo Seco                    |

| Posición | Ascendidos del Argentino A 2008/09 |
| -------- | ---------------------------------- |
| Campeón  | Boca Unidos                        |

- Equipos entrantes

| Posición | Ascendidos del Argentino B 2008/09 |
| -------- | ---------------------------------- |
| Campeón  | Unión (MdP)                        |
| Campeón  | Estudiantes (RC)                   |
| Prom.    | Belgrano (SF)                      |
| Prom.    | Crucero del Norte                  |

| Posición | Descendidos de la Primera B Nacional 2008/09 |
| -------- | -------------------------------------------- |
| 20°      | Talleres (C)                                 |

El numero de participantes se mantuvo.

## Equipos participantes

### Zona 1
| Equipo                                 | Ciudad        | Provincia    | Liga de Origen                        |
| -------------------------------------- | ------------- | ------------ | ------------------------------------- |
| Club Atlético Huracán                  | Tres Arroyos  | Buenos Aires | Liga Regional Tresarroyense de fútbol |
| Club Rivadavia                         | Lincoln       | Buenos Aires | Liga Deportiva del Oeste (Junín)      |
| Club Deportivo Santamarina             | Tandil        | Buenos Aires | Liga Tandilense de fútbol             |
| Club Atlético Unión                    | Mar del Plata | Buenos Aires | Liga Marplatense de fútbol            |
| Club Villa Mitre                       | Bahía Blanca  | Buenos Aires | Liga del Sur (Bahía Blanca)           |
| Club Atlético Juventud                 | Pergamino     | Buenos Aires | Liga de fútbol Pergamino              |
| Club Cipolletti                        | Cipolletti    | Río Negro    | Liga Deportiva Confluencia            |
| Club Social y Atlético Guillermo Brown | Puerto Madryn | Chubut       | Liga de fútbol Valle del Chubut       |

### Zona 2
| Equipo                                          | Ciudad                 | Provincia  | Liga de Origen                           |
| ----------------------------------------------- | ---------------------- | ---------- | ---------------------------------------- |
| Club Atlético Unión                             | Sunchales              | Santa Fe   | Liga Rafaelina de fútbol                 |
| Club Deportivo Libertad                         | Sunchales              | Santa Fe   | Liga Rafaelina de fútbol                 |
| Club Atlético 9 de Julio                        | Rafaela                | Santa Fe   | Liga Rafaelina de fútbol                 |
| Club Sportivo Ben Hur                           | Rafaela                | Santa Fe   | Liga Rafaelina de fútbol                 |
| Club Mutual Crucero del Norte                   | Garupá                 | Misiones   | Liga Posadeña de fútbol                  |
| Club Atlético Patronato de la Juventud Católica | Paraná                 | Entre Ríos | Liga Paranaense de fútbol                |
| Club Gimnasia y Esgrima                         | Concepción del Uruguay | Entre Ríos | Liga de fútbol de Concepción del Uruguay |
| Sportivo Belgrano                               | San Francisco          | Córdoba    | Liga Regional de Fútbol San Francisco    |

### Zona 3
| Equipo                                     | Ciudad              | Provincia           | Liga de Origen               |
| ------------------------------------------ | ------------------- | ------------------- | ---------------------------- |
| Club Deportivo Maipú                       | Maipú               | Mendoza             | Liga Mendocina de Fútbol     |
| Centro Juventud Antoniana                  | Salta               | Salta               | Liga Salteña de Fútbol       |
| Club Atlético Central Córdoba              | Santiago del Estero | Santiago Del Estero | Liga Santiagueña de Fútbol   |
| Club Atlético Talleres                     | Córdoba             | Córdoba             | Liga Cordobesa de Fútbol     |
| Club Atlético Racing                       | Córdoba             | Córdoba             | Liga Cordobesa de Fútbol     |
| Asociación Atlética Estudiantes            | Río Cuarto          | Córdoba             | Liga Regional de Río Cuarto  |
| Club Atlético Alumni                       | Villa María         | Córdoba             | Liga Villamariense de fútbol |
| Club Atlético Juventud Unida Universitario | San Luis            | San Luis            | Liga Sanluiseña de fútbol    |
| Club Sportivo Desamparados                 | San Juan            | San Juan            | Liga Sanjuanina de fútbol    |

### Interzonales
Los rivales entre las zonas 1 y 2 fueron:
- Patronato y Villa Mitre
- Ben Hur y Cipolletti
- Libertad (S) y Union (MDP)
- Sportivo Belgrano y Rivadavia
- 9 de Julio (R) y Guillermo Brown
- Crucero del Norte y Juventud (P)
- Union (S) y Santamarina
- Gimnasia y Esgrima y Huracán (TA)

## Torneo Apertura

### Primera fase

#### Zona 1
| Pos | Equipo          | Pts | PJ | PG | PE | PP | GF | GC | DIF |
| --- | --------------- | --- | -- | -- | -- | -- | -- | -- | --- |
| 1   | Cipolletti      | 27  | 16 | 7  | 6  | 3  | 21 | 16 | 5   |
| 2   | Huracán (TA)    | 25  | 16 | 7  | 4  | 5  | 23 | 13 | 10  |
| 3   | Rivadavia (L)   | 23  | 16 | 5  | 8  | 3  | 15 | 13 | 2   |
| 4   | Santamarina     | 23  | 16 | 6  | 5  | 5  | 15 | 16 | -1  |
| 5   | Unión (MdP)     | 23  | 16 | 6  | 5  | 5  | 22 | 24 | -2  |
| 6   | Villa Mitre     | 19  | 16 | 4  | 7  | 5  | 18 | 19 | -1  |
| 7   | Juventud (P)    | 15  | 16 | 3  | 6  | 7  | 18 | 23 | -5  |
| 8   | Guillermo Brown | 12  | 16 | 3  | 3  | 10 | 16 | 30 | -14 |

|  | Clasificado a la Segunda fase |

#### Zona 2
| Pos | Equipo                   | Pts | PJ | PG | PE | PP | GF | GC | DIF |
| --- | ------------------------ | --- | -- | -- | -- | -- | -- | -- | --- |
| 1   | Crucero del Norte        | 35  | 16 | 11 | 2  | 3  | 22 | 13 | 9   |
| 2   | Unión (S)                | 32  | 16 | 10 | 2  | 4  | 28 | 14 | 14  |
| 3   | Patronato                | 26  | 16 | 6  | 8  | 2  | 20 | 13 | 7   |
| 4   | Libertad (S)             | 26  | 16 | 8  | 2  | 6  | 17 | 14 | 3   |
| 5   | Gimnasia y Esgrima (CdU) | 19  | 16 | 5  | 4  | 7  | 11 | 14 | -3  |
| 6   | Sportivo Belgrano        | 19  | 16 | 5  | 4  | 7  | 12 | 15 | -3  |
| 7   | 9 de Julio (R)           | 14  | 16 | 3  | 5  | 8  | 17 | 26 | -9  |
| 8   | Ben Hur                  | 9   | 16 | 2  | 3  | 11 | 12 | 24 | -12 |

|  | Clasificado a la Segunda fase |

#### Zona 3
| Pos | Equipo                | Pts | PJ | PG | PE | PP | GF | GC | DIF |
| --- | --------------------- | --- | -- | -- | -- | -- | -- | -- | --- |
| 1   | Deportivo Maipú       | 30  | 16 | 8  | 6  | 2  | 24 | 17 | 7   |
| 2   | Juventud Antoniana    | 27  | 16 | 7  | 6  | 3  | 18 | 14 | 4   |
| 3   | Central Córdoba (SdE) | 26  | 16 | 8  | 2  | 6  | 20 | 20 | 0   |
| 4   | Talleres (C)          | 25  | 16 | 7  | 4  | 5  | 24 | 16 | 8   |
| 5   | Juventud Unida (SL)   | 24  | 16 | 6  | 6  | 4  | 26 | 25 | 1   |
| 6   | Racing (C)            | 20  | 16 | 5  | 5  | 6  | 17 | 22 | -5  |
| 7   | Desamparados          | 16  | 16 | 4  | 4  | 8  | 13 | 21 | -8  |
| 8   | Estudiantes (RC)      | 13  | 16 | 2  | 7  | 7  | 13 | 15 | -2  |
| 9   | Alumni (VM)           | 12  | 16 | 2  | 6  | 8  | 11 | 16 | -5  |

|  | Clasificado a la Segunda fase |

### Segunda fase

#### Zona A
| Pos | Equipo             | Pts | PJ | PG | PE | PP | GF | GC | DIF |
| --- | ------------------ | --- | -- | -- | -- | -- | -- | -- | --- |
| 1   | Unión (S)          | 9   | 4  | 3  | 0  | 1  | 8  | 4  | 4   |
| 2   | Crucero del Norte  | 6   | 4  | 2  | 0  | 2  | 9  | 9  | 0   |
| 3   | Patronato          | 6   | 4  | 2  | 0  | 2  | 5  | 7  | -2  |
| 4   | Juventud Antoniana | 4   | 4  | 1  | 1  | 2  | 8  | 8  | 0   |
| 5   | Libertad (S)       | 4   | 4  | 1  | 1  | 2  | 5  | 7  | -2  |

|  | Clasificado a la Fase final |

#### Zona B
| Pos | Equipo                | Pts | PJ | PG | PE | PP | GF | GC | DIF |
| --- | --------------------- | --- | -- | -- | -- | -- | -- | -- | --- |
| 1   | Cipolletti            | 8   | 4  | 2  | 2  | 0  | 3  | 1  | 2   |
| 2   | Huracán (TA)          | 5   | 4  | 1  | 2  | 1  | 5  | 4  | 1   |
| 3   | Central Córdoba (SdE) | 5   | 4  | 1  | 2  | 1  | 3  | 4  | -1  |
| 4   | Rivadavia             | 4   | 4  | 1  | 1  | 2  | 4  | 4  | 0   |
| 5   | Deportivo Maipú       | 4   | 4  | 1  | 1  | 2  | 1  | 3  | -2  |

|  | Clasificado a la Fase final |

## Torneo Clausura

### Primera fase

#### Zona 1
| Pos | Equipo                   | Pts | PJ | PG | PE | PP | GF | GC | DIF |
| --- | ------------------------ | --- | -- | -- | -- | -- | -- | -- | --- |
| 1   | Patronato                | 32  | 16 | 9  | 5  | 2  | 28 | 12 | 16  |
| 2   | Santamarina              | 29  | 16 | 8  | 5  | 3  | 29 | 21 | 8   |
| 3   | Gimnasia y Esgrima (CdU) | 24  | 16 | 6  | 6  | 4  | 23 | 17 | 6   |
| 4   | 9 de Julio (R)           | 22  | 16 | 6  | 4  | 6  | 20 | 20 | 0   |
| 5   | Rivadavia (L)            | 18  | 16 | 4  | 6  | 6  | 18 | 19 | -1  |
| 6   | Unión (MdP)              | 16  | 16 | 4  | 4  | 8  | 21 | 34 | -13 |
| 7   | Ben Hur                  | 15  | 16 | 4  | 3  | 9  | 12 | 26 | -14 |
| 8   | Juventud (P)             | 10  | 16 | 2  | 4  | 10 | 11 | 25 | -14 |

|  | Clasificado a la Segunda fase |

#### Zona 2
| Pos | Equipo                | Pts | PJ | PG | PE | PP | GF | GC | DIF |
| --- | --------------------- | --- | -- | -- | -- | -- | -- | -- | --- |
| 1   | Talleres (C)          | 33  | 16 | 10 | 3  | 3  | 28 | 16 | 12  |
| 2   | Juventud Antoniana    | 25  | 16 | 7  | 4  | 5  | 26 | 19 | 7   |
| 3   | Crucero del Norte     | 24  | 16 | 7  | 3  | 6  | 23 | 25 | -2  |
| 4   | Unión (S)             | 24  | 16 | 7  | 3  | 6  | 26 | 28 | -2  |
| 5   | Libertad (S)          | 23  | 16 | 6  | 5  | 5  | 27 | 23 | 4   |
| 6   | Sportivo Belgrano     | 20  | 16 | 5  | 5  | 6  | 19 | 18 | 1   |
| 7   | Racing (C)            | 18  | 16 | 5  | 3  | 8  | 22 | 23 | -1  |
| 8   | Central Córdoba (SdE) | 16  | 16 | 3  | 7  | 6  | 21 | 28 | -7  |

|  | Clasificado a la Segunda fase |

#### Zona 3
| Pos | Equipo              | Pts | PJ | PG | PE | PP | GF | GC | DIF |
| --- | ------------------- | --- | -- | -- | -- | -- | -- | -- | --- |
| 1   | Huracán (TA)        | 28  | 16 | 8  | 4  | 4  | 29 | 16 | 13  |
| 2   | Guillermo Brown     | 28  | 16 | 7  | 7  | 2  | 18 | 12 | 6   |
| 3   | Estudiantes (RC)    | 27  | 16 | 7  | 6  | 3  | 25 | 17 | 8   |
| 4   | Desamparados        | 27  | 16 | 8  | 3  | 5  | 23 | 17 | 6   |
| 5   | Alumni (VM)         | 21  | 16 | 5  | 6  | 5  | 17 | 18 | -1  |
| 6   | Cipolletti          | 21  | 16 | 6  | 3  | 7  | 22 | 27 | -5  |
| 7   | Juventud Unida (SL) | 15  | 16 | 3  | 6  | 7  | 17 | 21 | -4  |
| 8   | Villa Mitre         | 14  | 16 | 3  | 5  | 8  | 12 | 24 | -12 |
| 9   | Deportivo Maipú     | 12  | 16 | 2  | 6  | 8  | 16 | 27 | -11 |

|  | Clasificado a la Segunda fase |

### Segunda fase

#### Zona A
| Pos | Equipo           | Pts | PJ | PG | PE | PP | GF | GC | DIF |
| --- | ---------------- | --- | -- | -- | -- | -- | -- | -- | --- |
| 1   | Santamarina      | 10  | 4  | 3  | 1  | 0  | 11 | 6  | 5   |
| 2   | Huracán (TA)     | 9   | 4  | 3  | 0  | 1  | 6  | 6  | 0   |
| 3   | Talleres (C)     | 3   | 4  | 0  | 3  | 1  | 4  | 5  | -1  |
| 4   | Desamparados     | 2   | 4  | 0  | 2  | 2  | 5  | 7  | -2  |
| 5   | Estudiantes (RC) | 2   | 4  | 0  | 2  | 2  | 4  | 6  | -2  |

|  | Clasificado a la Fase final |

#### Zona B
| Pos | Equipo                   | Pts | PJ | PG | PE | PP | GF | GC | DIF |
| --- | ------------------------ | --- | -- | -- | -- | -- | -- | -- | --- |
| 1   | Patronato                | 9   | 4  | 3  | 0  | 1  | 8  | 4  | 4   |
| 2   | Guillermo Brown          | 7   | 4  | 2  | 1  | 1  | 10 | 11 | -1  |
| 3   | Crucero del Norte        | 6   | 4  | 2  | 0  | 2  | 10 | 9  | 1   |
| 4   | Juventud Antoniana       | 4   | 3  | 1  | 1  | 1  | 6  | 5  | 1   |
| 5   | Gimnasia y Esgrima (CdU) | 0   | 3  | 0  | 0  | 3  | 2  | 7  | -5  |

|  | Clasificado a la Fase final |

## Fase final

### Semifinales
| 9 de mayo de 2010, 16:00 (GMT -3) | Cipolletti                               | 3:1 (0:0) | Patronato  | La Visera de Cemento, Cipolletti |                                  |
|                                   | Martínez 49' · Carrasco 58' · Alecha 87' |           | Brites 79' | Árbitro(s): Maximiliano Stevenot | Árbitro(s): Maximiliano Stevenot |

| 12 de mayo de 2010, 21:00 (GMT -3) | Patronato                                 | 3:1 (2:1) (3:2 p.)         | Cipolletti                                | Estadio Presbítero Bartolomé Grella, Paraná |                            |
|                                    | Leclerq 18' · Jara 34' 94' (p) ·          |                            | Prieto 44'                                | Árbitro(s): Rubén González                  | Árbitro(s): Rubén González |
|                                    |                                           | Tiros desde el punto penal |                                           |                                             |                            |
|                                    | Jara · Echagüe · Márquez · Soto · Ferrero |                            | Martínez · Carou · Larenas · Cid · Medina |                                             |                            |

| 9 de mayo de 2010, 11:05 (GMT -3) | Santamarina                   | 2:1 (2:0) | Unión (S)    | Estadio Municipal General San Martín, Tandil |  |
|                                   | Barrios Suárez 5' · Bucci 36' |           | Gottardi 56' |                                              |  |

| 12 de mayo de 2010, 16:00 (GMT -3) | Unión (S)                                | 3:2 (1:0) (2:4 p.)         | Santamarina                            | La Fortaleza del Bicho, Sunchales |                            |
|                                    | Zárate 33' · Gottardi 50' · Triverio 55' |                            | Telechea 52' 59'                       | Árbitro(s): Ariel González        | Árbitro(s): Ariel González |
|                                    |                                          | Tiros desde el punto penal |                                        |                                   |                            |
|                                    | Acosta · Fler · Gottardi · García        |                            | Corvalán · Bucci · González · Telechea |                                   |                            |

### Final
| 16 de mayo de 2010, 11:00 (GMT -3) | Santamarina        | 1:2 (1:0) | Patronato              | Estadio Municipal General San Martín, Tandil             |                                                          |
|                                    | Barrios Suárez 46' |           | Jara 67' · Urresti 74' | Asistencia: 8.000 espectadores Árbitro(s): Silvio Trucco | Asistencia: 8.000 espectadores Árbitro(s): Silvio Trucco |

| 19 de mayo de 2010, 21:00 (GMT -3) | Patronato    | 2:0 (1:0) | Santamarina | Estadio Presbítero Bartolomé Grella, Paraná               |                                                           |
|                                    | Jara 29' 77' |           |             | Asistencia: 22.000 espectadores Árbitro(s): Ariel Montero | Asistencia: 22.000 espectadores Árbitro(s): Ariel Montero |

Patronato asciende a Primera B Nacional como campeón.
|                                                       |
|                                                       |
| Campeón Patronato de la Juventud Católica 1.er título |

## Promoción Primera B Nacional - Torneo Argentino A
| 23 de mayo de 2010, 14:00 (GMT -3) | Santamarina                           | 2:2 (1:1) | CAI                                            | Estadio Municipal General San Martín, Tandil          |                                                       |
|                                    | Nahuel Santos 31' Emanuel Giménez 62' |           | Mauro Villegas 25' Jorge Piñero da Silva 90+3' | Asistencia: 8.000 espectadores Árbitro(s): Pablo Díaz | Asistencia: 8.000 espectadores Árbitro(s): Pablo Díaz |

| 30 de mayo de 2010, 14:00 (GMT -3) | CAI | 5:0 (1:0) | Santamarina | Estadio Municipal de Comodoro Rivadavia, Comodoro Rivadavia |                                                            |
|                                    | Mauro Villegas 3' Mauro Villegas 48' Lucas Villafáñez 75' Jorge Piñero da Silva 78' Ignacio Malcorra 88' |           |             | Asistencia: 12.000 espectadores Árbitro(s): Alejandro Toia  | Asistencia: 12.000 espectadores Árbitro(s): Alejandro Toia |

CAI mantiene la categoría en Primera B Nacional

## Tabla general
La Tabla general, confeccionada con los puntos obtenidos en la primera fase del Apertura y Clausura, determinó los 2 descensos directos y los 2 relegados a la promoción.
| Pos | Equipo                            | Pts | PJ | DG  |
| --- | --------------------------------- | --- | -- | --- |
| 1   | Crucero del Norte                 | 59  | 32 | 7   |
| 2   | Patronato de la Juventud Católica | 58  | 32 | 23  |
| 3   | Talleres (C)                      | 58  | 32 | 20  |
| 4   | Unión (S)                         | 56  | 32 | 12  |
| 5   | Huracán (TA)                      | 53  | 32 | 23  |
| 6   | Juventud Antoniana                | 52  | 32 | 11  |
| 7   | Santamarina                       | 52  | 32 | 7   |
| 8   | Libertad                          | 49  | 32 | 7   |
| 9   | Cipolletti                        | 48  | 32 | 0   |
| 10  | Gimnasia y Esgrima (CdU)          | 43  | 32 | 3   |
| 11  | Desamparados                      | 43  | 32 | -2  |
| 12  | Maipú                             | 42  | 32 | 4   |
| 13  | Central Córdoba (SdE)             | 42  | 32 | -7  |
| 14  | Rivadavia                         | 41  | 32 | 1   |
| 15  | Estudiantes (RC)                  | 40  | 32 | 6   |
| 16  | Guillermo Brown                   | 40  | 32 | -8  |
| 17  | Belgrano (SF)                     | 39  | 32 | -2  |
| 18  | Juventud Unida Universitario      | 39  | 32 | -3  |
| 19  | Unión (MdP)                       | 39  | 32 | -15 |
| 20  | Racing (C)                        | 38  | 32 | -6  |
| 21  | 9 de Julio (R)                    | 36  | 32 | -9  |
| 22  | Alumni (VM)                       | 33  | 32 | -6  |
| 23  | Villa Mitre                       | 33  | 32 | -13 |
| 24  | Juventud                          | 25  | 32 | -19 |
| 25  | Ben Hur                           | 24  | 32 | -26 |

|  | Relegado a la Promoción  |
|  | Descendió al Argentino B |

Ben Hur de Rafaela, con 24 puntos, y Juventud de Pergamino, con 25 puntos, son los clubes que menos puntos sumaron en la Primera Fase de Apertura y Clausura, motivo por el que descendieron al Argentino B.

## Promoción Torneo Argentino A - Torneo Argentino B
| # | Local vuelta | Resultado global | Local ida  | Ida | Vuelta |
| 1 | Alumni       | 3-0              | Unión (VK) | 0-0 | 3-0    |
| 2 | Villa Mitre  | 0-0 (v.d.)       | La Emilia  | 0-0 | 0-0    |

## Goleadores
| Jugador               | Equipo                   | Goles |
| --------------------- | ------------------------ | ----- |
| Diego Jara            | Patronato                | 26    |
| Matías Zbrun          | Huracán (TA)             | 18    |
| Sebastián Saez        | Central Córdoba (SdE)    | 18    |
| Maximiliano Antonelli | Libertad (S)             | 17    |
| Gonzalo Parisi        | Desamparados             | 16    |
| Mauro Quiroga         | Gimnasia y Esgrima (CdU) | 15    |
| Nicolás Gatto         | Estudiantes (RC)         | 15    |
| Diego Barrios Suárez  | Santamarina              | 15    |
| Christian Leichner    | Union (S)                | 12    |
| Cristian Torres       | 9 de Julio (R)           | 12    |